# (2307) Garuda
(2307) Garuda (1957 HJ) – planetoida z pasa głównego asteroid okrążająca Słońce w ciągu 5,31 lat w średniej odległości 3,04 au. Odkryta 18 kwietnia 1957 roku.